# Claire Tornay
Claire Tornay – amerykańska brydżystka, World International Master (WBF).

## Wyniki brydżowe

### Zawody światowe
W światowych zawodach zdobyła następujące lokaty:
| Mistrzostwa Świata. Konkurencja teamów | Mistrzostwa Świata. Konkurencja teamów | Mistrzostwa Świata. Konkurencja teamów | Mistrzostwa Świata. Konkurencja teamów | Mistrzostwa Świata. Konkurencja teamów | Mistrzostwa Świata. Konkurencja teamów |
| Rok                                    | Miejsce                                | Zawody                                 | Kategoria                              | Drużyna                                | Pozycja                                |
| -------------------------------------- | -------------------------------------- | -------------------------------------- | -------------------------------------- | -------------------------------------- | -------------------------------------- |
| 2010                                   | Filadelfia                             | 13. Seria Mistrzostw Świata            | Seniorzy                               | Tornay                                 | 29                                     |
| 2006                                   | Werona                                 | 12. Mistrzostwa Świata                 | Seniorzy                               | Kruger                                 | 35                                     |
| 2006                                   | Werona                                 | 12. Mistrzostwa Świata                 | Kobiety                                | Wood                                   | 29                                     |
| 2002                                   | Montreal                               | 11. Mistrzostwa Świata                 | Kobiety                                | Tornay                                 | 9                                      |
| 1998                                   | Lille                                  | 10. Mistrzostwa Świata                 | Kobiety                                | Wood                                   | 3                                      |
| 1994                                   | Albuquerque                            | 9. Mistrzostwa Świata                  | Kobiety                                | Tornay                                 | 3                                      |

| Mistrzostwa Świata. Konkurencja par | Mistrzostwa Świata. Konkurencja par | Mistrzostwa Świata. Konkurencja par | Mistrzostwa Świata. Konkurencja par | Mistrzostwa Świata. Konkurencja par | Mistrzostwa Świata. Konkurencja par |
| Rok                                 | Miejsce                             | Zawody                              | Kategoria                           | Partner                             | Pozycja                             |
| ----------------------------------- | ----------------------------------- | ----------------------------------- | ----------------------------------- | ----------------------------------- | ----------------------------------- |
| 2010                                | Filadelfia                          | 13. Mistrzostwa Świata              | Miksty                              | George Tornay                       | 379                                 |
| 2010                                | Filadelfia                          | 13. Mistrzostwa Świata              | Open IMP                            | George Tornay                       | 60                                  |
| 2006                                | Werona                              | 12. Mistrzostwa Świata              | Miksty                              | Michael Radin                       | 165                                 |
| 2006                                | Werona                              | 12. Mistrzostwa Świata              | Seniorzy                            | George Tornay                       | 79                                  |
| 2002                                | Montreal                            | 11. Mistrzostwa Świata              | Miksty                              | Paul Morris                         | 51                                  |
| 1998                                | Lille                               | 10. Mistrzostwa Świata              | Kobiety                             | Ellie Lewis                         | 21                                  |
| 1994                                | Albuquerque                         | 9. Mistrzostwa Świata               | Miksty                              | John Roberts                        | 38                                  |
| 1986                                | Miami Beach                         | 7. Mistrzostwa Świata               | Kobiety                             | Kathy Walvick                       | 21                                  |
| 1982                                | Biarritz                            | 6. Mistrzostwa Świata               | Kobiety                             | Kathy Walvick                       | 4                                   |

## Klasyfikacja
- Claire Tornay – klasyfikacja WBF (ang.)